# Washo
Los washo son una tribu indígena que habla una lengua amerindia aislada, aunque se ha especulado con su parentesco con las lenguas hokanas. El nombre washo procede de washiu 'persona'. Se subdividen en tres tribus: hanaleti, panalu y welmti. Todos ellos hablaban el idioma washo.

## Localización
Vivían en las orillas de los ríos Truckee y Carson y del lago Tahoe, cerca de las actuales ciudades de Reno y Carson City (Nevada). Actualmente viven en una reserva cerca del lago Tahoe.

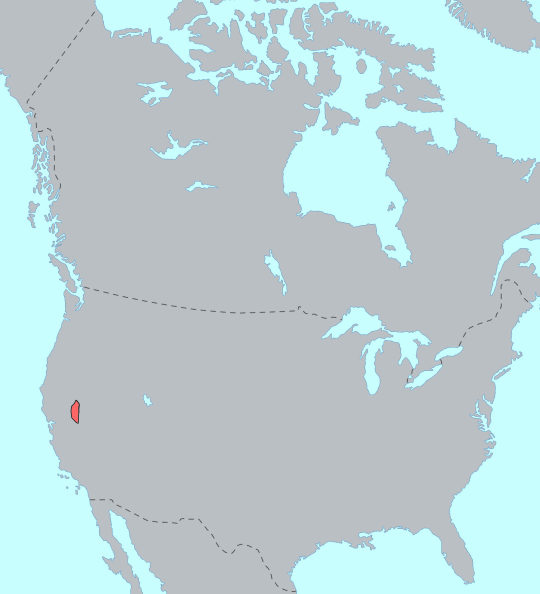
Localización de los washo.

## Demografía
Se cree que eran unos 3200 en 1800, pero fueron reducidos a 500 en 1870 por el espolio del lago. En 1910 eran unos 200, que aumentaron a 800 en 1970 y a 1000 en 1980 (de los cuales sólo 100 hablaban su lengua).
Según datos de la BIA de 1995, en las reservas Washo de Nevada vivían 398 en Dresslerville y 315 en Carlson Colony (563 y 445 apuntados al rol tribal) y 342 en la de Woodfords de California (484 al rol tribal). En total 1.493 individuos. En la colonia Reno-Sparks viven 799 (814 en el rol tribal) mezclados con shoshones y paiute. Y en la de Susanville en California vivían 1.091 (pero 130 en el rol tribal).
Según el censo de 2000, había 1.183 puros, 423 mezclados con otras tribus, 310 mezclados con otras razas y 55 con otras razas y tribus. En total, 1.974 individuos. Por lo que respecta a los Reno-Sparks, eran 36, 15 y 14, en total, 65 individuos.

## Costumbres

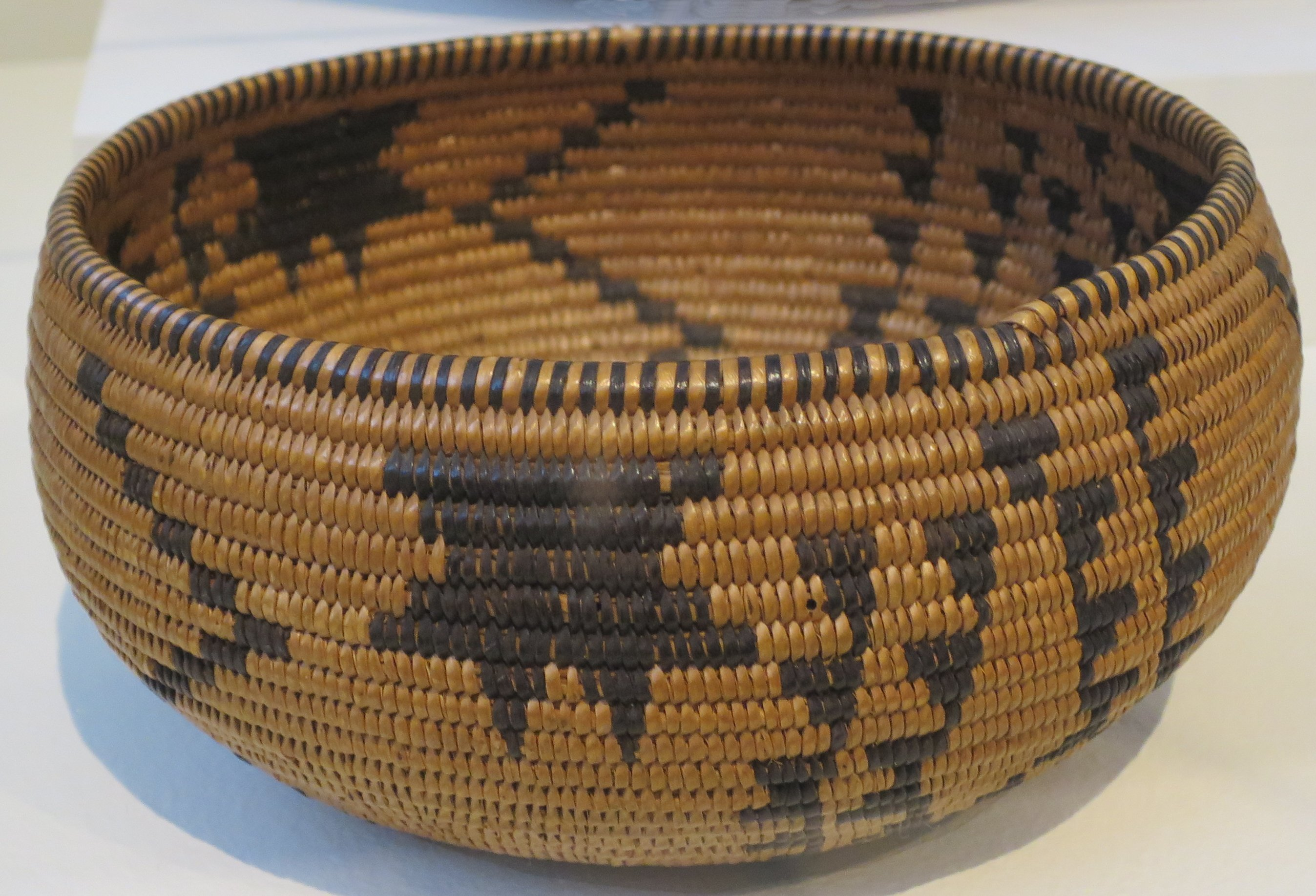
Cuencos, Cestas decoradas, Cestas Nativas Americanas en el Museo de Arte de Honolulu, Washo

Culturalmente estaban muy diferenciados de sus vecinos shoshones. Vivían en casas cónicas y cupuladas, y su economía era de subsistencia, basada en la recolección de raíces y bayas. Contaban con una casa de invierno, y en verano emigraban a los valles del este para poder cazar y pescar.
La unidad social tribal radicaba en la familia más que en un clan o en otras divisiones sociales más complejas. Ofrecían fiestas para su prestigio y para la buenas relaciones, con un esplendoroso ceremonial y con regalos, parecidas a los potlatch de los indios del noroeste.
También era importante el chamanismo y el peyote en su vida religiosa que, por otro lado, era similar a la de las otras tribus del Altiplano.
Su lengua tiene un verbo rico, incorporación pronominal al verbo sencilla, indicación del plural por ausencia y un sistema quinario decimal.

## Historia
Su territorio fue ocupado hacia el 700 por la gente tudinu “gente del desierto”, posiblemente paiutes, y se establecieron cerca del lago Tahoe, cuyo nombre proviene de Da-owa-ga “Los límites del lago”. Destacaban por sus trabajos en cestería. Se convirtieron en vasallos de los paiute cercanos a Carson City, en cuya zona les prohibieron construir casas. Además, en 1776 les visitaron franciscanos españoles quienes, sin embargo, no se establecieron.
En 1825 Jedediah Smith visitó el territorio, como en 1844 lo hicieron Frémont y Kit Karson. Pero en 1849 la fiebre del oro llevó muchos colonos al territorio. En 1858 se descubrió oro en Comstock Lode, y los paiute vendieron al coronel Warren Wassen las tierras de los washo. En 1860 fueron dominados por los paiute del norte, que les robaron sus caballos.
En 1857 estalló la guerra de la Patata, cuando muchos nativos fueron asesinados por agricultores blancos porque les robaban patatas. Esto cambió gracias a su jefe Datsolali (1831-1926), quien recibió ayuda del gobierno norteamericano a cambio de cestos para los museos y concesiones territoriales. Pero en 1869 el ferrocarril atravesó su territorio, razón por la cual muchos en 1871 se unieron a la Ghostdance. En 1887 decidieron parcelar sus tierras.
Aun así, en 1890 unos 50.000 acres de sus bosques fueron talados sin permiso.